# Lepthyphantes microserratus
Lepthyphantes microserratus là một loài nhện trong họ Linyphiidae.
Loài này thuộc chi Lepthyphantes. Lepthyphantes microserratus được Alexander Petrunkevitch miêu tả năm 1930.